# Dick Kooy
Dick Kooy (Baarn , 3 december 1987) is een volleybalspeler, die zowel voor de Nederlandse volleybalploeg als voor de Italiaanse volleybalploeg uitkwam.
In 2010 tekende Kooy voor de Italiaanse club Modena. In 2014 verruilde hij na vier jaar de Italiaanse competitie en voor de Poolse competitie. In 2015 ging hij naar de Turkse club Halkbank Ankara.

## Carrière

### Clubs
In 2013 speelde hij voor de Poolse club ZAKSA Kędzierzyn-Koźle. In het seizoen 2013/2014 won hij de Poolse beker met dit team. Hij kreeg een individuele onderscheiding voor Beste Serveerder.

## Sportieve successen

### Clubs

#### Nationale kampioenschappen
- 2008/2009  Nederlandse beker, met Ortec Nesselande Rotterdam
- 2011/2012  Italiaanse beker, met Casa Modena
- 2013/2014  Poolse beker, met ZAKSA Kędzierzyn-Koźle

### Individueel
- 2014 Poolse beker - Beste Server